# 네트로코나구

방글라데시 네트로코나구

네트로코나구(벵골어: নেত্রকোণা জেলা)는 방글라데시 북부 마이멘싱구의 한 지역이다.

## 어원학
네트로코나구의 본부는 모그라강 끝에 위치해 있었고 나토르코나라고 불렸다. 많은 사람들은 일정 기간 동안 나토르코나가 네트라코나가 되었다고 믿는다.

## 지리학
네트로코나는 인도 메갈라야주와 국경을 따라 방글라데시의 북쪽에 위치해 있다. 네트로코나에는 캉샤, 소메샤우리, 달라, 마그라와 티어칼리의 다섯 개의 주요 강이 있다. 이것은 수르마메그나 강계의 일부이다. 이 지역의 대부분은 계절풍 기간 동안 하얼이 된다.
네트로코나구의 총 면적은 2,744.28 km2 (1,059.57 sqmi)이며, 이 중 9.17 km2 (3.54 sqmi)가 숲 속에 있다. 북위 24°34'에서 25°12' 사이, 동경 90°00'에서 91°07' 사이에 위치한다.
북쪽으로는 인도 메갈라야주의 가로 언덕, 동쪽으로는 수남간지구, 남쪽으로는 키쇼레간지구, 서쪽으로는 마이멘싱구와 접한다.
네트로코나 파우로샤는 1887년에 설립된 도시로 면적은 13.63 km2이다.

## 인구
2022년 방글라데시 인구 조사에 따르면 네트로코나구에는 548,449가구가 살고 있으며 인구는 2,324,856명으로 이 중 15.5%가 도시 지역에 거주하고 있다. 인구 밀도는 km2당 832명이었다. 식자율(7세 이상)은 66.1%로 전국 평균 74.7%에 비해 높은 수치를 보였다.

## 같이 보기
- 방글라데시의 구
- 다카주